# Баадраан
ФК Баадраан Тегеран (перс. باشگاه فوتبال بادران تهران‎) — иранский футбольный клуб из Тегерана, столицы страны. Домашние матчи команда проводит на стадионе Каргаран, вмещающем около 5 000 зрителей. Ныне «Баадраан» выступает в Азадеган-лиге, втором уровне в системе футбольных лиг Ирана.

## История
Футбольный клуб «Баадраан Тегеран» был создан компанией Baadraan Gostar Company 1 июля 2015 года. Свои выступления он начал со Второй лиги, третьего уровня в системе футбольных лиг Ирана. В первом раунде «Баадраан» занял первое место в своей группе, а во втором — третье место в группе B, отстав всего на одно очко от зоны плей-офф. Но в июне 2016 года столичный клуб «Парсех Тегеран» был расформирован, а свою лицензию на участие в Азадеган-лиге продал «Баадраану».
Во второй по значимости лиге Ирана «Баадраан Тегеран» с дебютного сезона занял место среди лидеров и середняков турнира, практически не проигрывая в домашних матчах. В Кубке Ирана 2017/2018 команда вышла в 1/4 финала, победив (3:1) «Пайкан» в 1/8 финала, где на стадионе Азади уступила «Персеполису» со счётом 1:2.

## Стадион
В своём первом сезоне «Баадраан Тегеран» проводил свои домашние матчи на стадионе Везарат Кар, вмещающем около 5 000 зрителей. С июля 2016 года клуб принимает гостей на стадионе Каргаран, который обладает той же вместимостью в 5 000 человек и ранее использовался командой «Парсех Тегеран». «Баадраан Тегеран» также сыграл несколько своих домашних матчей в сезоне 2016/17 на Экбатане, домашней арене «Рах Ахана».

## История выступлений
| Сезон   | Дивизион      | Место                        | И  | В  | Н  | П | Голы    | ±   | О  | Кубок       |
| ------- | ------------- | ---------------------------- | -- | -- | -- | - | ------- | --- | -- | ----------- |
| 2015/16 | Вторая лига   | 3-е в группе B во 2-м раунде | 28 | 16 | 6  | 6 | 45 − 22 | +23 | 54 | 1/16 финала |
| 2016/17 | Лига Азадеган | 6-е                          | 34 | 14 | 14 | 6 | 34 − 21 | +13 | 56 | 1/16 финала |
| 2017/18 | Лига Азадеган | 5-е                          | 34 | 15 | 14 | 5 | 54 − 32 | +22 | 59 | 1/8 финала  |
| 2018/19 | Лига Азадеган |                              |    |    |    |   |         |     |    | 3-й раунд   |